# Danilo Carando
Danilo Ezequiel Carando (Córdoba, 5 agosto 1988) è un calciatore argentino, attaccante dell'U. César Vallejo.

## Carriera
Ha giocato nella massima serie dei campionati cileno, rumeno, paraguaiano, boliviano, messicano, ecuadoriano, qatariota, argentino, peruviano ed austriaco.